# Tying Tiffany
Tying Tiffany (née en 1978 à Padoue), aussi connue sous les noms de TT et Tiff Lion, est une chanteuse italienne.

## Biographie

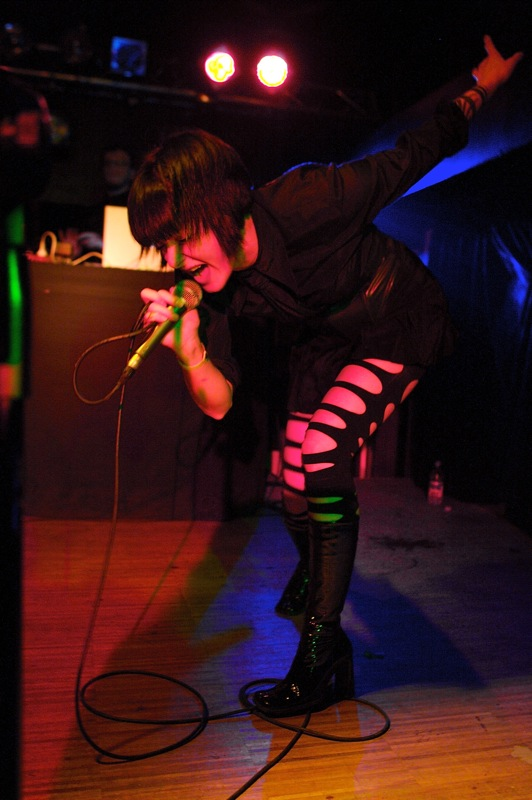
Tying Tiffany en concert en 2008 à Milan.

Tying Tiffany — un nom de scène dérivé du titre d'un livre de photographies de l'artiste japonais Nobuyoshi Araki — est née à Padoue, mais déménage plus tard à Bologne. Alors qu'elle fréquente l'Istituto d'Arte, elle commence à expérimenter différentes voies artistiques, du design à la photographie. Entre 2005 et 2007, elle travaille comme mannequin pour le site web SuicideGirls, puis apparaît en 2007 dans le court métrage Eyerophany réalisé par Lorenzo Miglioli, avec des interprétations de David Lynch et Enrico Ghezzi et une musique d'Angelo Badalamenti,.
Tying Tiffany commence sa carrière de musicienne en tant que bassiste. Elle est également DJ EBM, industriel, dark wave et punk rock,. En 2005, elle décide de se concentrer sur la musique électronique. Elle est remarquée par Get Physical à Berlin, qui lui propose d'inclure une de ses chansons, You Know Me, dans la collection Full Body Workout vol 2.
C'est également en 2005 qu'elle présente son premier album, Undercover. L'album se caractérise par de nombreuses citations sonores : l'arrière-plan que Tying Tiffany acquiert au fil des ans est complété par de la musique disco à la Giorgio Moroder, des arpèges de synthétiseurs, des riffs de guitare et des rythmes techno hardcore et electro dance typiques des années 1980 et 1990. L'album suit d'une tournée au cours de laquelle Tying Tiffany se produit dans divers clubs internationaux, partageant la scène avec des artistes tels qu'Iggy Pop, The Rapture, Stereo Total, Eels, dEUS, Tiga et Alec Empire. Avec ce dernier, elle effectuera une mini-tournée en 2008.
En janvier 2007, Tying Tiffany est sur scène au festival New Musical Express de Groningue, aux Pays-Bas. Elle y suscite l'intérêt du label I Scream Records qui publie son deuxième album Brain for Breakfast, marqué par diverses collaborations (Liquido, Pete Namlook et Nic Endo) et promu par une tournée qui, en 80 dates, parcourt toute l'Europe.
En Italie, elle remporte le Italian Videoclip Awards 2008 dans la section Independent - Best Subject pour le court métrage Pazza réalisé par Marco Marchesi,. Pazza est la première (et actuellement la seule) chanson en italien dans le répertoire de Tying Tiffany. Le clip de Slow Motion, remixé par Nic Endo (Atari Teenage Riot), entre dans les circuits de télévision musicale en Europe et en Asie.
Après avoir clôturé la tournée Brain for Breakfast au Fano Moonlight Festival 2009, elle commence à travailler sur son troisième album, Peoples Temple, sorti au printemps 2010. Un disque aux atmosphères sombres, proche de la dark wave des années 1980, qui aborde les thèmes du fossé générationnel. Le titre de l'album est inspiré de la secte de San Francisco homonyme, connue pour son suicide collectif en 1978.
Le quatrième album Dark Days, White Nights est publié en février 2012 par le label Trisol Records. Drownin, dont la première a lieu en octobre 2011, est extrait de l'album en tant que premier single. La chanson fait partie de la bande originale officielle du jeu vidéo d'Electronic Arts FIFA 12 : Tying Tiffany, qui réunit 39 groupes de 15 pays différents, dont : The Ting Tings, Kasabian, TV on the Radio, The Strokes, Foster the People et Thievery Corporation. La première chanson de l'album, New Colony, figure également sur la bande originale des Experts : Manhattan, dans l'épisode diffusé aux États-Unis le 3 février et intitulé Brooklyn 'Til I Die.
L'année 2013 voit la naissance d'un nouveau projet, T.T.L. (ThroughTheLens) formé par Tying Tiffany et le compositeur et producteur Lorenzo Montanà, qui a composé la musique originale des bandes-annonces des films Coriolanus de Ralph Fiennes et Hunger Games réalisé par Gary Ross et basé sur le roman de science-fiction de Suzanne Collins, dans lequel Deep Shadows, le premier single de T.T.L., est utilisée.
Le 12 mars 2013, Tying Tiffany sort l'EP 4 titres One sur le label ZerOKilled Music/Mecanica en format 10" et en téléchargement numérique. Les 4 titres qui le composent seront plus tard inclus dans l'album Drop, sorti en 2014, dont les racines se trouvent dans l'electronica des années 1990, entre acid house et ambient, inspiré par l'IDM. À la même période, elle se produit à Austin, aux États-Unis, au festival South by Southwest, et à Brooklyn.

## Discographie

### Albums studio
- 2005 : Undercover
- 2007 : Brain for Breakfast
- 2010 : Peoples Temple
- 2012 : Dark Days, White Nights
- 2014 : Drop

### EP
- 2009 : Black Neon RMXs
- 2013 : One

### Singles
- 2005 : I'm Not A Peach
- 2006 : You Know Me
- 2006 : Honey Doll
- 2006 : Honey Doll (Remix)
- 2007 : I Wanna Be Your Mp3
- 2008 : I Can Do It (Remix)
- 2008 : Slow Motion

### Avec Santasede
- 2012 : Santasede (single)

### Avec  T.T.L.
- 2013 : Beyond Fire (single)
- 2013 : Deep Shadow (single)

### Avec Laurapalmer
- 2015 : Laurapalmer (EP)